# Half Baked
Half Baked (br: Prá Lá de Bagdá) é um filme americano de 1998 estrelado por Dave Chappelle, Jim Breuer, Harland Williams e Guillermo Díaz. O filme foi dirigido por Tamra Davis, co-escrito por Chappelle e Neal Brennan (Brennan foi escritor mais tarde e co-criador do Chappelle's Show do Comedy Central) e produzido por Robert Simonds.

## Sinopse
Quatro amigos que adoram fumar maconha se vêem numa enrascada quando um deles é preso. Os outros três decidem vender uma boa quantidade da droga para pagar a fiança, mas compram briga com traficante que não gosta de concorrência.

## Elenco
- Dave Chappelle como Thurgood Jenkins, Sir Fuma Muito
- Guillermo Díaz como Scarface
- Jim Breuer como Brian
- Harland Williams cono Kenny Davis
- Clarence Williams III como Samson Simpson
- Rachel True como Mary Jane Potman
- Laura Silverman como Jan
- Tommy Chong como Squirrel Master
- Willie Nelson como historiador fumante
- Tracy Morgan como V.J.
- Snoop Doggy Dogg como limpador fumante
- Jon Stewart como fumante
- Stephen Baldwin como MacGyver fumante
- Neal Brennan como Empregado
- Steven Wright (não creditado) como o cara no sofá
- Bob Saget (não creditado) como viciado em cocaína
- Janeane Garofalo (não creditada) como fumante "Eu sou apenas criativo quando eu fumo"

## Produção
Grande parte de Half Baked foi gravado em Toronto, Ontário e Nova Iorque. Alguns locais de gravação contou com a R. C. Harris Water Treatment Plant e Yonge Street.
Em Inside the Actors Studio, em 2006, Chappelle lamentou que seu roteiro original de Half Baked é realmente muito melhor do que o filme acabou por ser, especificamente, que ele tinha a intenção de o filme ser mais adulto-orientado, e pensou que o roteiro tinha sido transformado em "um filme de ervas daninhas para as crianças".

## Lançamento

### Bilheteria
Half Baked foi lançado nos cinemas dos EUA em 16 de janeiro de 1998, ganhando $7,722,540 em sua semana de estreia, ocupando o #6, e, até o final de sua corrida, arrecadou $17,460,020. Com um orçamento estimado de $8 milhões, o filme pode ser considerado um sucesso de bilheteria.[carece de fontes?]

### Recepção da crítica
O filme recebeu críticas negativas, que actualmente detém uma classificação de 29% rating "podre" pela crítica com base em 24 avaliações. No Metacritic, o filme recebeu uma classificação de 16/100, indicando "revisões geralmente desfavoráveis". O filme tem no entanto ganhado um lugar na cultura cult que segue com uma audiência índice de aprovação de 83% tomates podres.

## Recursos de DVD
Em um final alternativo disponível na versão "Fully Baked Edition" DVD como uma cena deletada, é revelado que após Kenny retorna para casa da prisão, todos os colegas de quarto se sentar à fumaça de "Billy Bong Thornton", um ato que foi frustrado no início do filme, devido à Kenny ainda estar na cadeia.
A próxima cena é uma versão estendida do fim nos cinemas, em que Thurgood encontra Mary Jane na ponte, e depois de uma breve conversa com o seu "conjunto", ele joga para o lado da ponte, em seguida, sai com Mary Jane. Nesta versão, ele tem uma longa conversa com o seu "conjunto", joga fora o lado da ponte, e, lentamente, vai embora com Mary Jane até quase desaparecer no horizonte, mas, em seguida, Thurgood vem correndo atrás gritando, "Aguente, erva daninha, eu estou chegando!" como ele pula para o lado da ponte no local onde ele jogou o conjunto sobre.
A "edição totalmente cozida" inclui um segmento chamado "cinco minutos com o cara no sofá".